# 13 martie
ianuarie • februarie • martie  • aprilie  • mai  • iunie  • iulie  • august  • septembrie  • octombrie  • noiembrie  • decembrie
13 martie este a 72-a zi a calendarului gregorian și ziua a 73-a în anii bisecți. Mai sunt 293 de zile până la sfârșitul anului.

## Evenimente

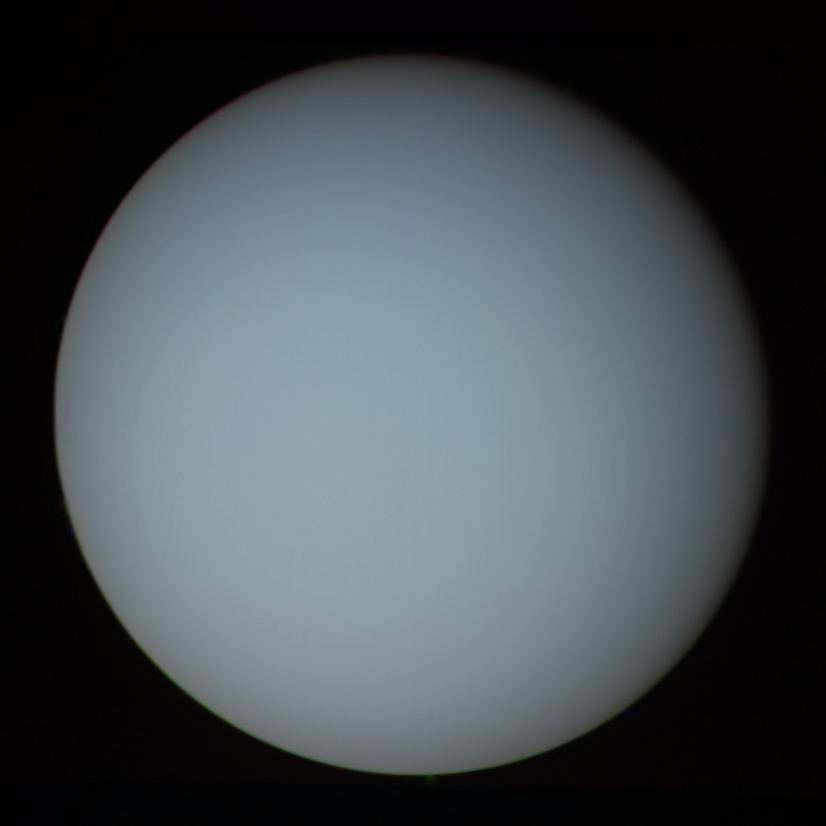
1781: Este descoperită planeta Uranus numită inițial Georgium Sidus.

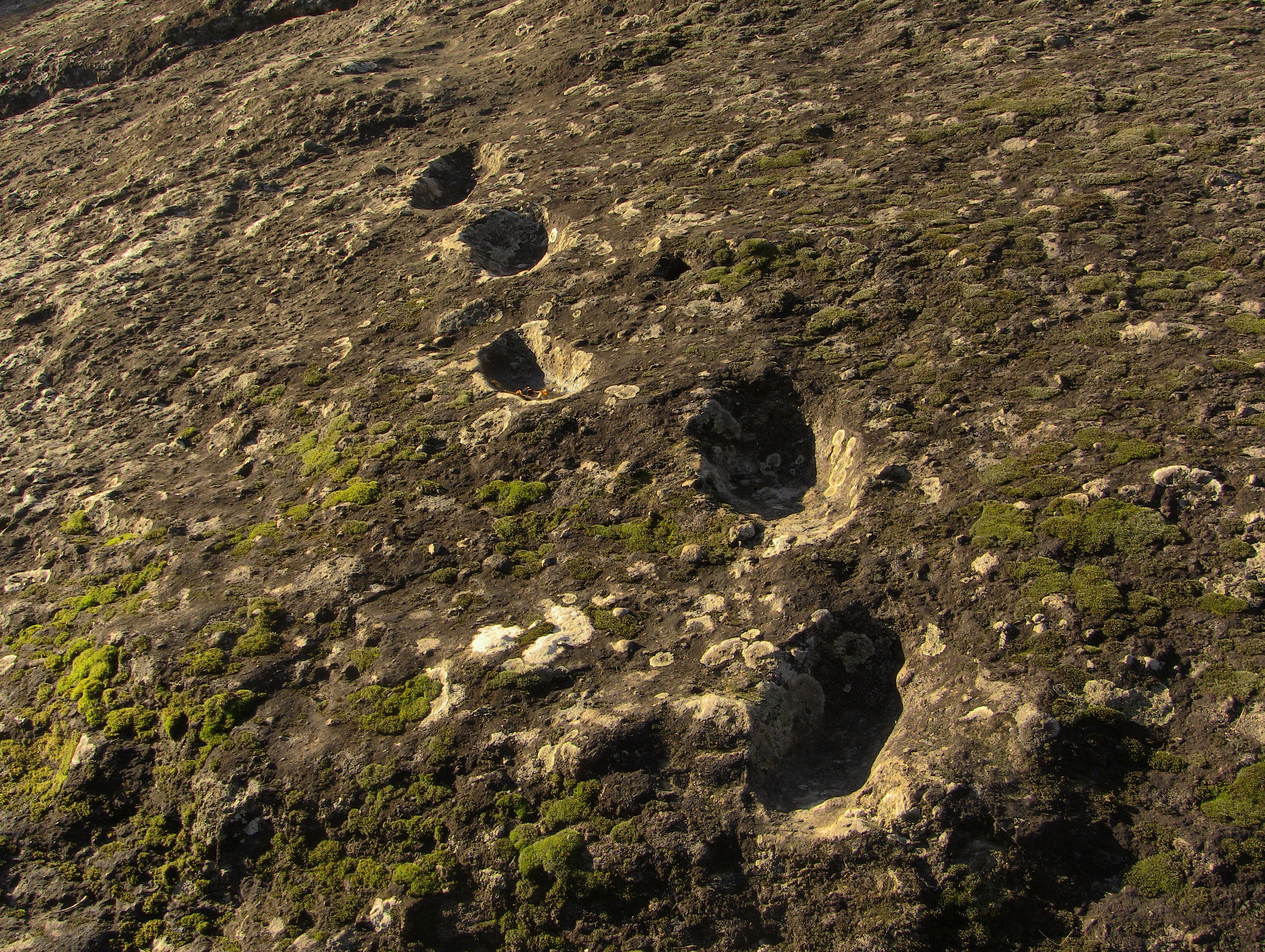
2003: Un articol din revista Nature informează că în nordul Campaniei, Italia, s-au găsit urme de pași de hominid vechi de 350.000 de ani.

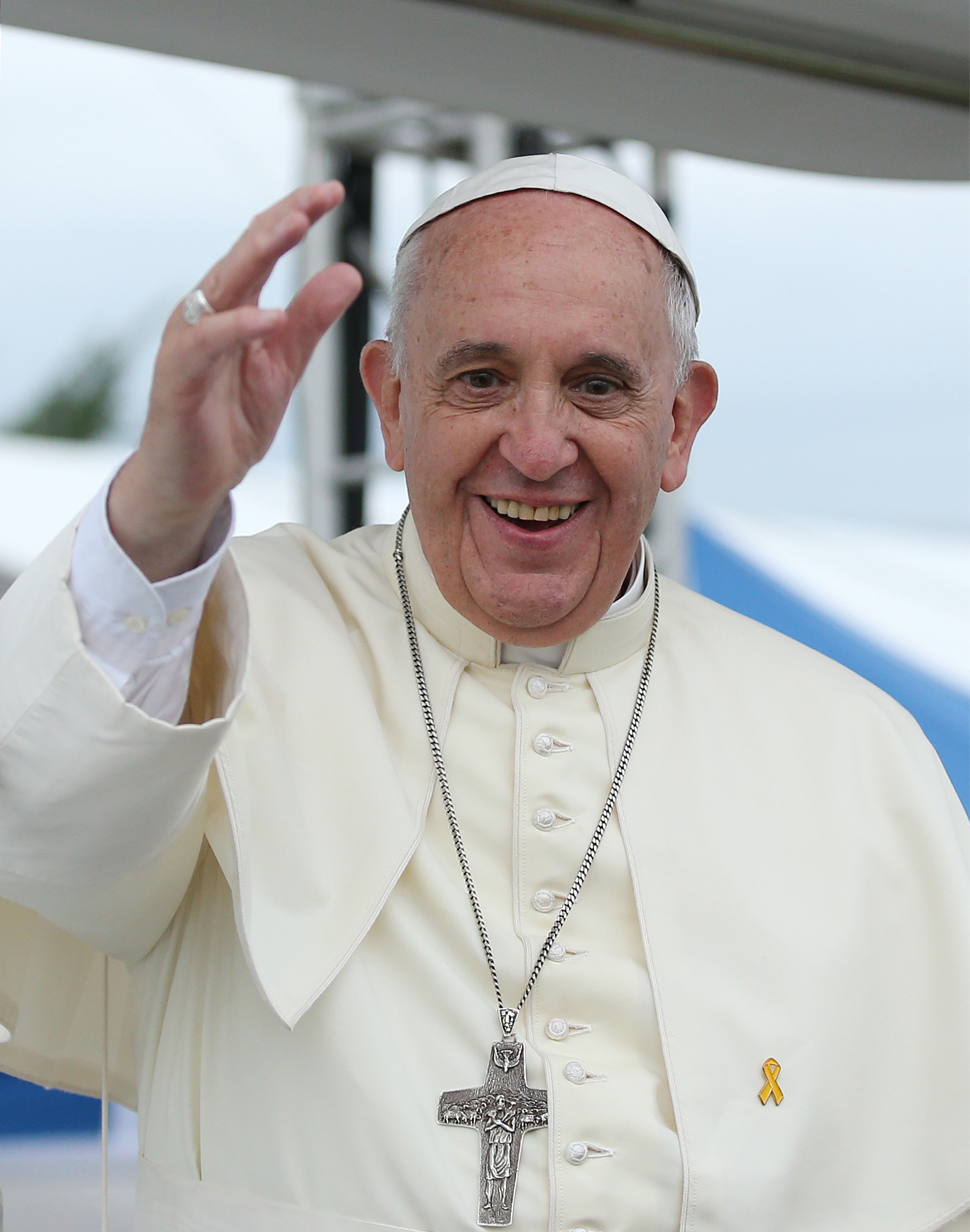
2013: Conclavul Cardinalilor a ales cel de-al 266-lea Suveran Pontif. A fost ales Jorge Mario Bergoglio, care și-a ales numele de Papa Francisc.

- 1781: Astronomul englez Sir William Herschel a descoperit planeta Georgium Sidus, cunoscută ulterior sub denumirea de Uranus.[1]
- 1809: Regele Gustav al IV-lea al Suediei este detronat printr-o lovitură de stat.[2]
- 1848: Începutul revoluției burgheze în Austria. Răscoala populară din Viena.[3]
- 1881: Este asasinat țarul Alexandru al II-lea al Rusiei (1 martie conform calendarului iulian folosit atunci în Rusia). Este succedat de fiul său cel mare,  Alexandru al III-lea.[4]
- 1892: Conferința extraordinară a Partidului Național Român, care definitivează textul Memorandumului redactat de patriotul transilvănean Iuliu Coroianu.
- 1900: În Franța, ziua de muncă pentru femei și copii este limitată prin lege la 11 ore.
- 1910: A apărut, la București, săptămânalul social-politic și literar Facla (până în 1940, cu întreruperi), sub conducerea lui N. D. Cocea și apoi a lui Ion Vinea.
- 1917: A fost semnat Documentul de la Viena de către cancelarul Bethmann-Hollweg și ministrul de Externe austro-ungar Ottokar Czernin. El prevedea anexarea României la Austro-Ungaria în caz de victorie a puterilor centrale în Primul Război Mondial.
- 1925: În Tennessee, predarea teoriei evoluționiste în școliile publice a fost interzisă prin lege.
- 1928: Premiera filmului Maiorul Mura, singura peliculă ce păstrează prezența pe ecran a actorului Gheorghe Timică.
- 1930: Descoperirea planetei Pluto este anunțată de Observatorul Lowell .[5]
- 1934: S-a născut, în studiourile Walt Disney, celebrul personaj de desen animat Donald Duck, care a debutat în filmul The little hen, la 9 iunie 1934. În anul 1943, Donald devine, cu adevărat un star și primește Premiul Oscar pentru rolul din The Fuerhrer's Face.
- 1936: A avut loc premiera absolută, la Opera Mare din Paris, a tragediei Oedip, de George Enescu.
- 1945: A avut loc, la Cluj, ședința solemnă a guvernului României cu prilejul instituirii administrației românești asupra întregii Transilvanii.
- 1969: Apollo 9 se întoarce în siguranță pe Pământ după ce a testat Modulul Lunar.[6]
- 1977: Difuzarea în România a primului episod al serialului Toate pînzele sus.
- 1988: Tunelul Seikan, cel mai lung tunel feroviar din lume (53,85 km) cu un segment submarin, se deschide între Aomori și Hakodate, Japonia.[7]
- 1992: În estul Turciei, un cutremur de 6,8 pe scara Richter face peste 500 de victime.[8]
- 1996: S-a desfășurat, în localitatea egipteană Sharm el-Sheikh, la inițiativa SUA, prima reuniune internațională la nivel înalt consacrată luptei împotriva terorismului și continuării procesului de pace în Orientul Mijlociu.
- 2000: Prima vizită în Vietnam a unui șef al Pentagonului, William Cohen, de la încheierea războiului dintre SUA și această țară (1973).
- 2003: Antropogeneză: Un articol din revista Nature informează că în nordul Campaniei, Italia, s-au găsit urme de pași de hominid vechi de 350.000 de ani.[9]
- 2009: Are loc, la Bacău, primul zbor pe un avion supersonic (MIG - 21 Lancer) a unei femei pilot din România (sublocotenent Simona Măierean).
- 2013: Conclavul Cardinalilor a ales cel de-al 266-lea Suveran Pontif. A fost ales Jorge Mario Bergoglio, care și-a ales numele de Papa Francisc.[10]
- 2019: Laserul ELI-NP de la Măgurele, parte a Proiectului european ELI, devine cel mai puternic sistem laser realizat vreodată, atingând o putere de 10 Petawatt.[11]

## Nașteri
- 0002: Apollonius din Tyana, filosof grec
- 1271: Iudita de Habsburg,  regină a Boemiei prin căsătorie (d. 1297)
- 1372: Ludovic I, Duce de Orléans, fratele regelui Carol al VI-lea al Franței (d. 1407)
- 1560: Wilhelm Ludovic, Conte de Nassau-Dillenburg  (d. 1620)
- 1615: Papa Inocențiu al XII-lea (d. 1700)
- 1648: Anne Henriette de Bavaria, Prințesă de Condé (d. 1723)
- 1716: Prințesa Philippine Charlotte a Prusiei (d. 1801)
- 1733: Joseph Priestley,  teolog, filosof englez (d. 1804)
- 1741: Iosif al II-lea, împărat al Sfântului Imperiu Romano-German (d. 1790)
- 1753: Louise Marie Adélaïde de Bourbon, soția lui Philippe Égalité (d. 1821)
- 1763: Guillaume Marie Anne Brune, mareșal francez (d. 1815)
- 1764: Contele Grey, prim-ministru al Regatului Unit (d. 1845)

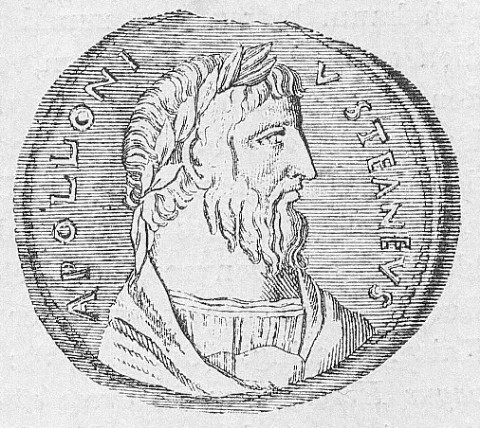
Apollonius din Tyana, filosof
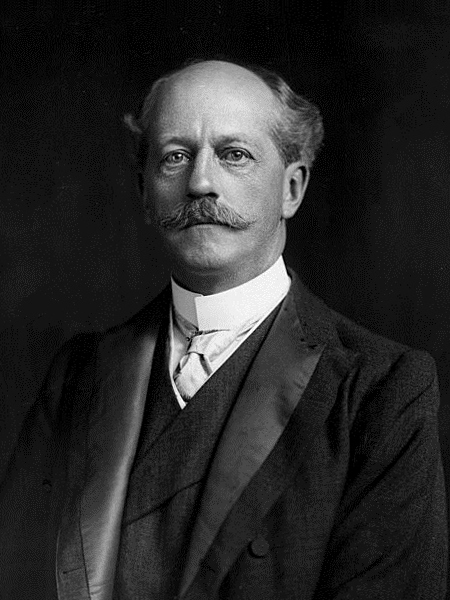
Percival Lowell, astronom american
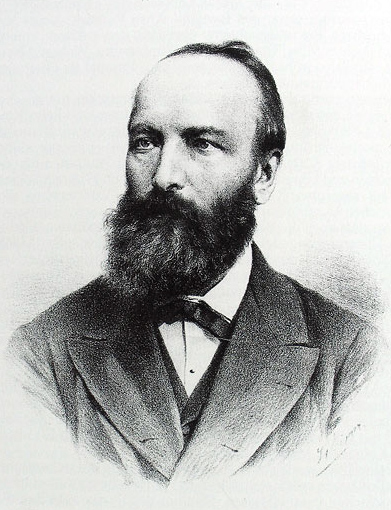
Constantin Tomașciuc, jurist român
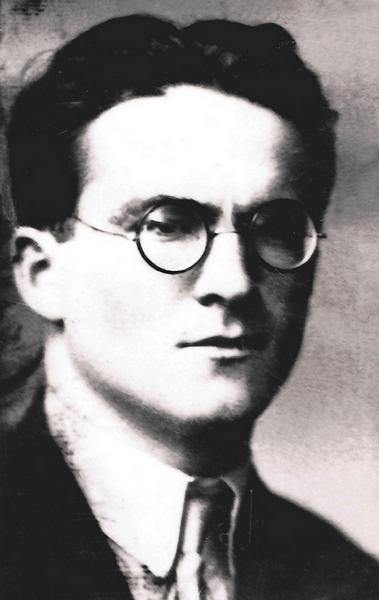
Mircea Eliade, prozator, istoric al religiilor, romancier, eseist român

- 1774: Pierre-Narcisse Guérin, pictor francez (d. 1833)
- 1790: Elisa de Lamartine, pictoriță franceză (d. 1863)
- 1840: Constantin Tomașciuc, jurist și profesor român, primul rector al Universității din Cernăuți
- 1855: Percival Lowell, astronom american (d. 1916)
- 1858: Maximilien Luce, pictor francez (d. 1941)
- 1865: Dragomir Hurmuzescu, fizician (d. 1954)
- 1865: Endre Aczél (Ármin Adler), scriitor, jurnalist și redactor maghiar (d. 1935)
- 1881: Tony Bulandra, actor român (d. 1943)
- 1887: Gheorghe Mihail, general român (d. 1982)
- 1888: Silviu Dragomir, istoric român (d. 1962)
- 1891: Felix Aderca, prozator, dramaturg, poet român (d. 1962)
- 1891: Prințesa Pilar de Bavaria  (d. 1987)
- 1892: Joseph Peyré, scriitor francez, câștigător al Premiului Goncourt în 1935 (d. 1968)
- 1899: John van Vleck, fizician american, laureat Nobel (d. 1980)
- 1900: Petre P. Panaitescu, istoric, filolog român (d. 1967)
- 1900: Giorgios Seferis, poet grec, laureat al Premiului Nobel (d. 1971)
- 1907: Mircea Eliade, prozator, istoric al religiilor, romancier, eseist român, stabilit în Franța (d. 1986)
- 1916: Cella Dima, actriță română (d. 2000)
- 1916: Pierre Gascar, scriitor franez, câștigător al Premiului Goncourt în 1953 (d. 1997)

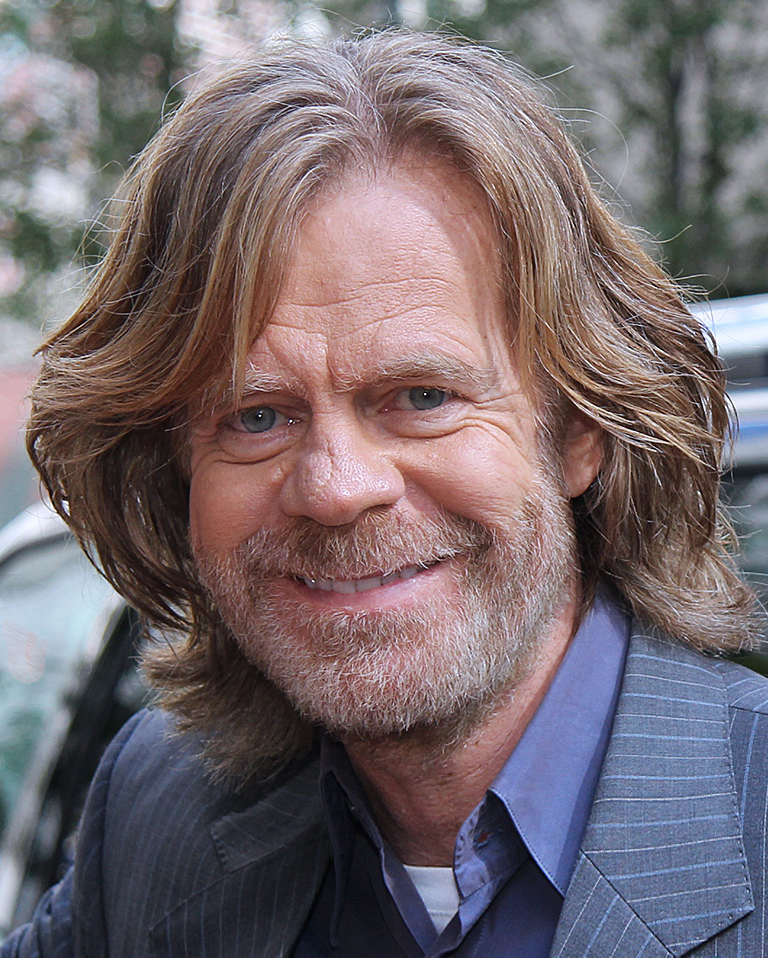
William H. Macy, actor american
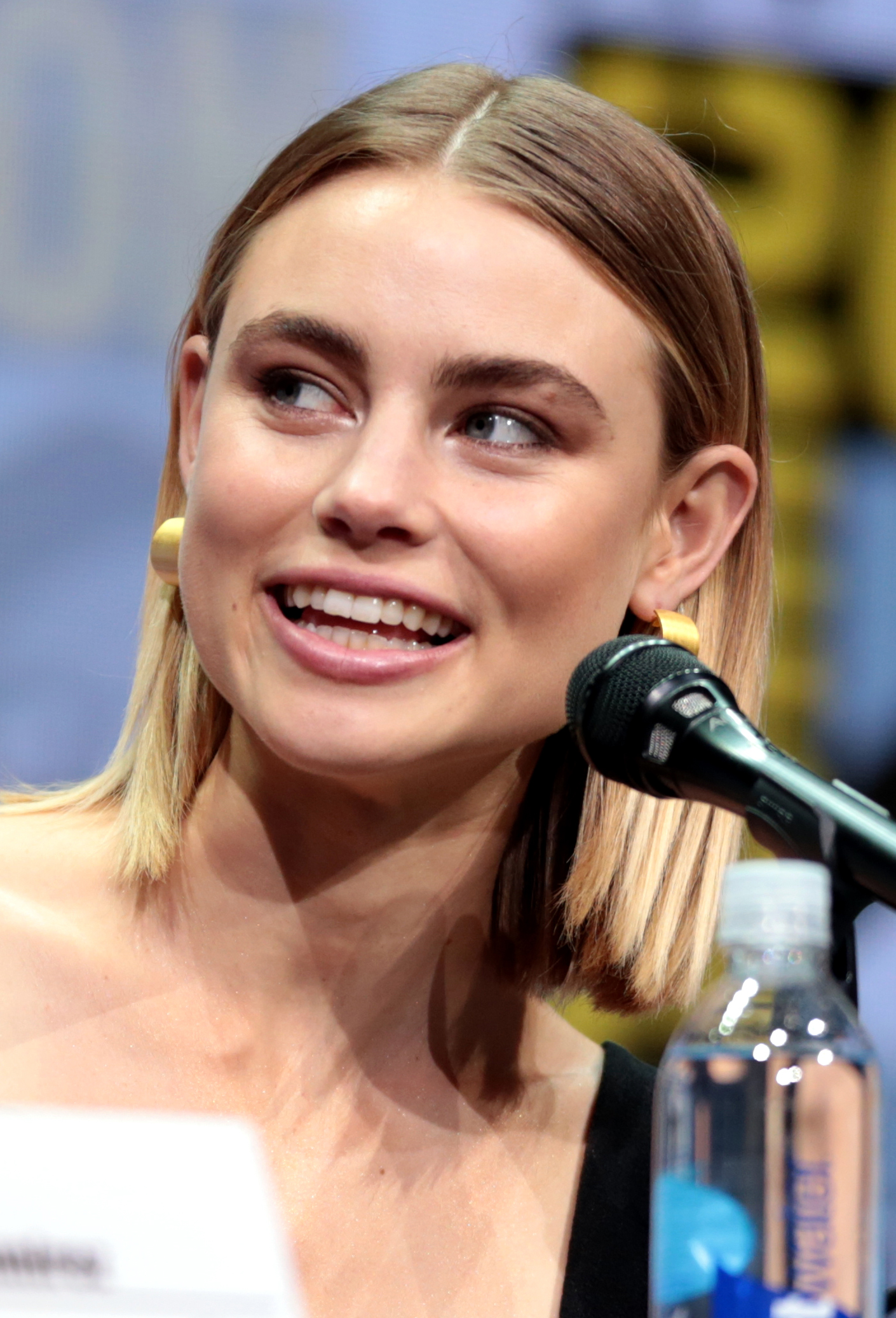
Lucy Fry, actriță australiană
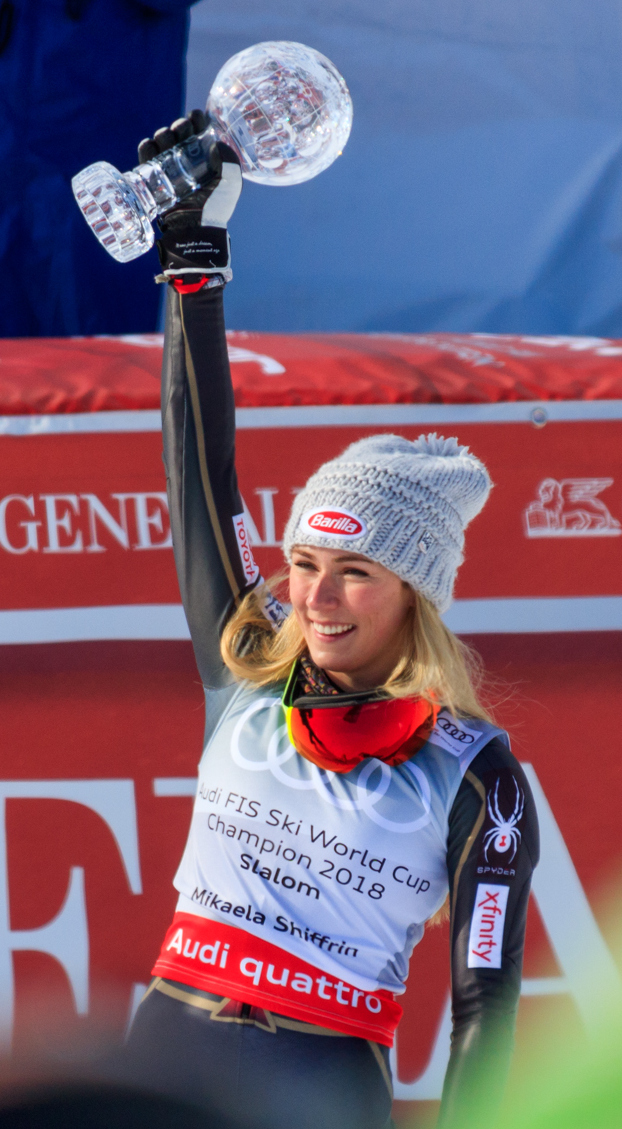
Mikaela Shiffrin, schioare americană

- 1929: Jørgen Gustava Brandt, poet danez (d. 2006)
- 1936: Alexandra Indrieș, critic literar și prozatoare română (d. 1993)
- 1940: Dragomir Horomnea, prozator, dramaturg român
- 1941: Mahmoud Darwish, poet și prozator palestinian (d. 2008)
- 1943: Constantin Năstăsescu, matematician român
- 1945: Didier Decoin, scriitor francez, câștigător al Premiului Goncourt în 1977
- 1950: William H. Macy, actor american
- 1950: Margareta Mureșan, jucătoare de șah română
- 1952: Cristian-Valeriu Hadji-Culea, regizor român
- 1952: Florin Șlapac, prozator, poet, traducător român
- 1980: Lucian Sânmărtean, fotbalist român
- 1983: Monika Sozanska,  scrimeră germană de origine poloneză
- 1989: Răzvan Ochiroșii, fotbalist român
- 1992: Lucy Fry, actriță australiană
- 1995: Mikaela Shiffrin, schioare americană
- 1995: Anna Viahireva, handbalistă rusoaică
- 2004: Cori Gauff, jucătoare de tenis americană

## Decese
- 1569: Ludovic I de Bourbon, fondatorul casei de Condé (n. 1530)
- 1711: Nicolas Boileau, scriitor francez (n. 1636)
- 1767: Marie-Josèphe de Saxonia, Delfină a Franței (n. 1731)
- 1808: Regele Christian al VII-lea al Danemarcei (n. 1749)
- 1845: John Frederic Daniell, fizician și chimist britanic  (n. 1790)
- 1867: Louise Caroline de Hesse-Cassel, ducesă de Schleswig-Holstein-Sonderburg-Glücksburg (n. 1789)
- 1881: Țarul Alexandru al II-lea al Rusiei (n. 1818)
- 1891: Théodore de Banville, scriitor francez (n. 1823)
- 1892: Ludovic al IV-lea, Mare Duce de Hesse (n. 1837)
- 1893: Louis-Nicolas Cabat, pictor francez (n. 1812)
- 1901: Benjamin Harrison, al 23-lea președinte al Statelor Unite (n. 1833)
- 1911: Marie Adrien Lavieille, pictoriță franceză (n. 1852)
- 1915: Grigore Gabrielescu, tenor român (n. 1859)
- 1948: Prințesa Elena Victoria de Schleswig-Holstein, membră a familiei regale britanice (n. 1870)

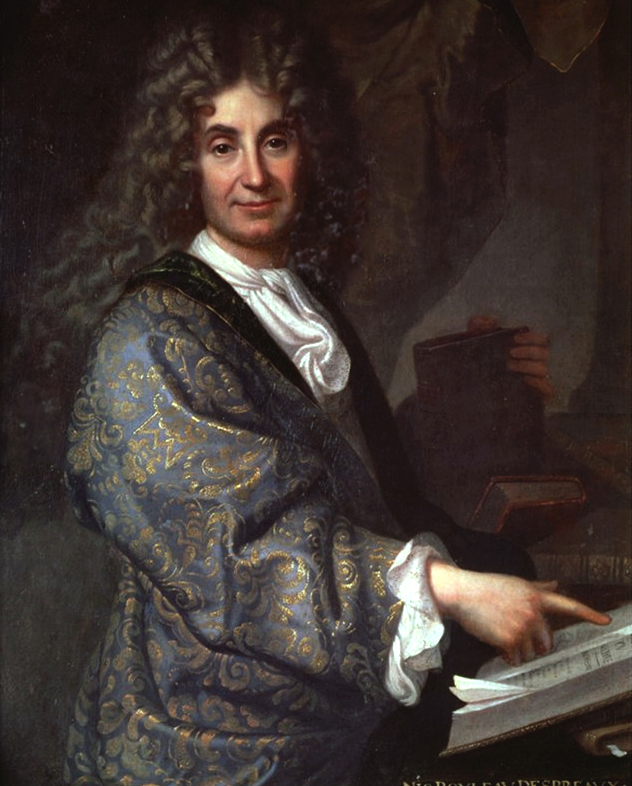
Nicolas Boileau, scriitor francez
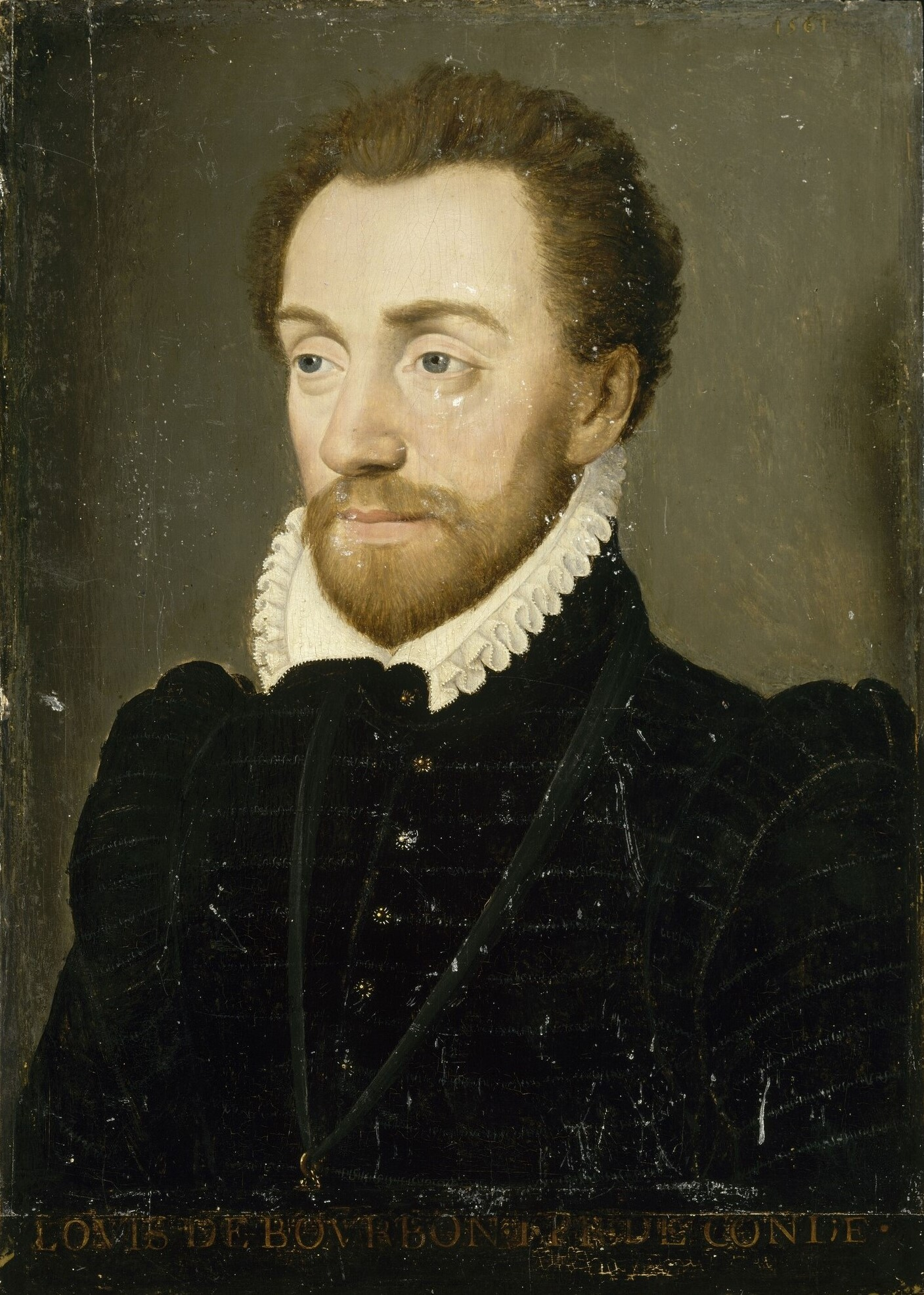
Ludovic I de Bourbon, fondatorul casei de Condé
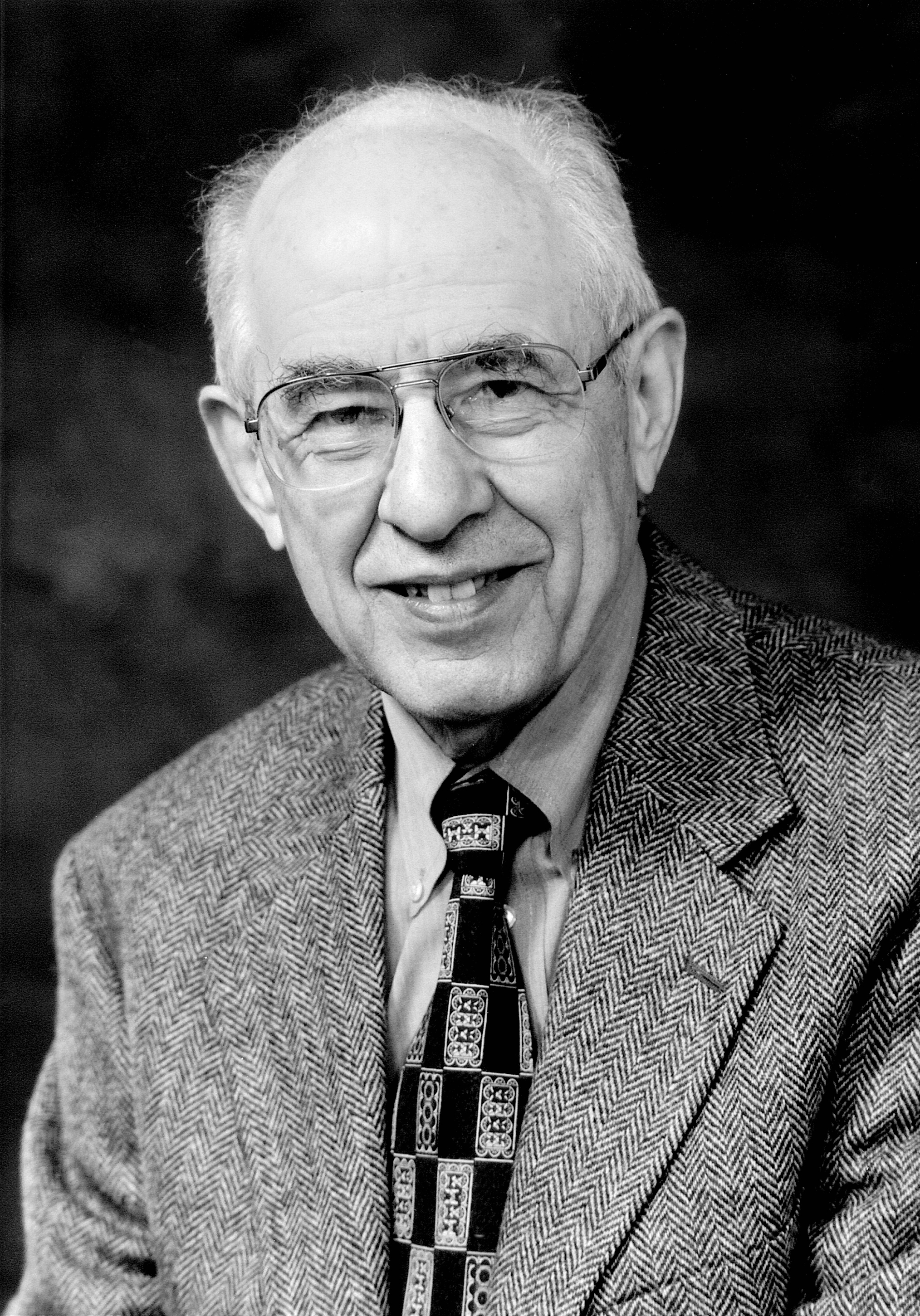
Hilary Putnam, filosof american

- 1957: Marea Ducesă Elena Vladimirovna a Rusiei, prințesă a Greciei și Danemarcei (n. 1882)
- 1960: Arhiducesa Elisabeta Amalia a Austriei  (n. 1878)
- 1964: Abbas el-Akkad, scriitor egiptean (n. 1889)
- 1975: Ivo Andric, scriitor, diplomat iugoslav, laureat al Premiului Nobel (n. 1892)
- 1976: Sergiu Dan, prozator, traducător (n. 1903)
- 1976: Alexandru Colfescu, critic muzical (n. 1899)
- 1996: Krzysztof Kieslowski, regizor polonez (n. 1941)
- 2002: Hans-Georg Gadamer, filosof german (n. 1900)
- 2010: Jean Ferrat, poet francez (n. 1930)
- 2014: Ahmad Tejan Kabbah, fost președinte al statului Sierra Leone (n. 1932)
- 2015: Maria Vicol, scrimeră olimpică română (n. 1935)
- 2015: Daevid Allen, poet, chitarist și compozitor australian (n. 1938)
- 2015: Lia van Leer, pionieră și animatoare a vieții cinematografice în Israel (n. 1924)
- 2016: Hilary Putnam, filosof american (n. 1926)
- 2020: Carmen Galin, actriță română de teatru și film (n. 1946)
- 2022: Vic Elford, pilot englez de Formula 1 și de raliu (n. 1935)
- 2022: William Hurt, actor american (n. 1950)